# Lilla Dröpplan
Lilla Dröpplan är en sjö i Södertälje kommun i Södermanland och ingår i Trosaåns huvudavrinningsområde. Sjön är 3,3 meter djup, har en yta på 0,02 kvadratkilometer och är belägen 49 meter över havet.